# أدريانو جيرلين دا سيلفا
ادريانو جيرلين دا سيلفا (بالبرتغالية: Adriano Gerlin da Silva‏) ، من مواليد 20 سبتمبر 1974م، وهو لاعب برازيلي معروف، لعب مع منتخب بلاده بطولة كأس العالم للشباب عام 1993م، وحصل على الكرة الذهبية.

## مشاركاته مع الأندية
| أداء النادي | أداء النادي | أداء النادي                   | الدوري | الدوري  | الكأس                   | الكأس                   | كأس الدوري          | كأس الدوري          | المجموع | المجموع |
| الموسم      | النادي      | الدوري                        | الظهور | الأهداف | الظهور                  | الأهداف                 | الظهور              | الأهداف             | الظهور  | الأهداف |
| اليابان     | اليابان     | اليابان                       | الدوري | الدوري  | كأس الإمبراطور الياباني | كأس الإمبراطور الياباني | كأس الدوري الياباني | كأس الدوري الياباني | المجموع | المجموع |
| ----------- | ----------- | ----------------------------- | ------ | ------- | ----------------------- | ----------------------- | ------------------- | ------------------- | ------- | ------- |
| 2001        | أوراوا ريدز | الدوري الياباني للدرجة الأولى | 22     | 6       | 0                       | 0                       | 3                   | 1                   | 25      | 7       |
| البلد       | اليابان     | اليابان                       | 22     | 6       | 0                       | 0                       | 3                   | 1                   | 25      | 7       |
| المجموع     | المجموع     | المجموع                       | 22     | 6       | 0                       | 0                       | 3                   | 1                   | 25      | 7       |

## روابط خارجية
- أدريانو جيرلين دا سيلفا على موقع الاتحاد الدولي (مؤرشف)  (الإنجليزية)
- أدريانو جيرلين دا سيلفا على موقع رابطة كرة القدم اليابانية للمحترفين (اليابانية)
- أدريانو جيرلين دا سيلفا على موقع قاعدة بيانات كرة القدم.إي يو (الإنجليزية)
- أدريانو جيرلين دا سيلفا على موقع عالم كرة القدم.نت (الإنجليزية)